# Revuelta de Vata

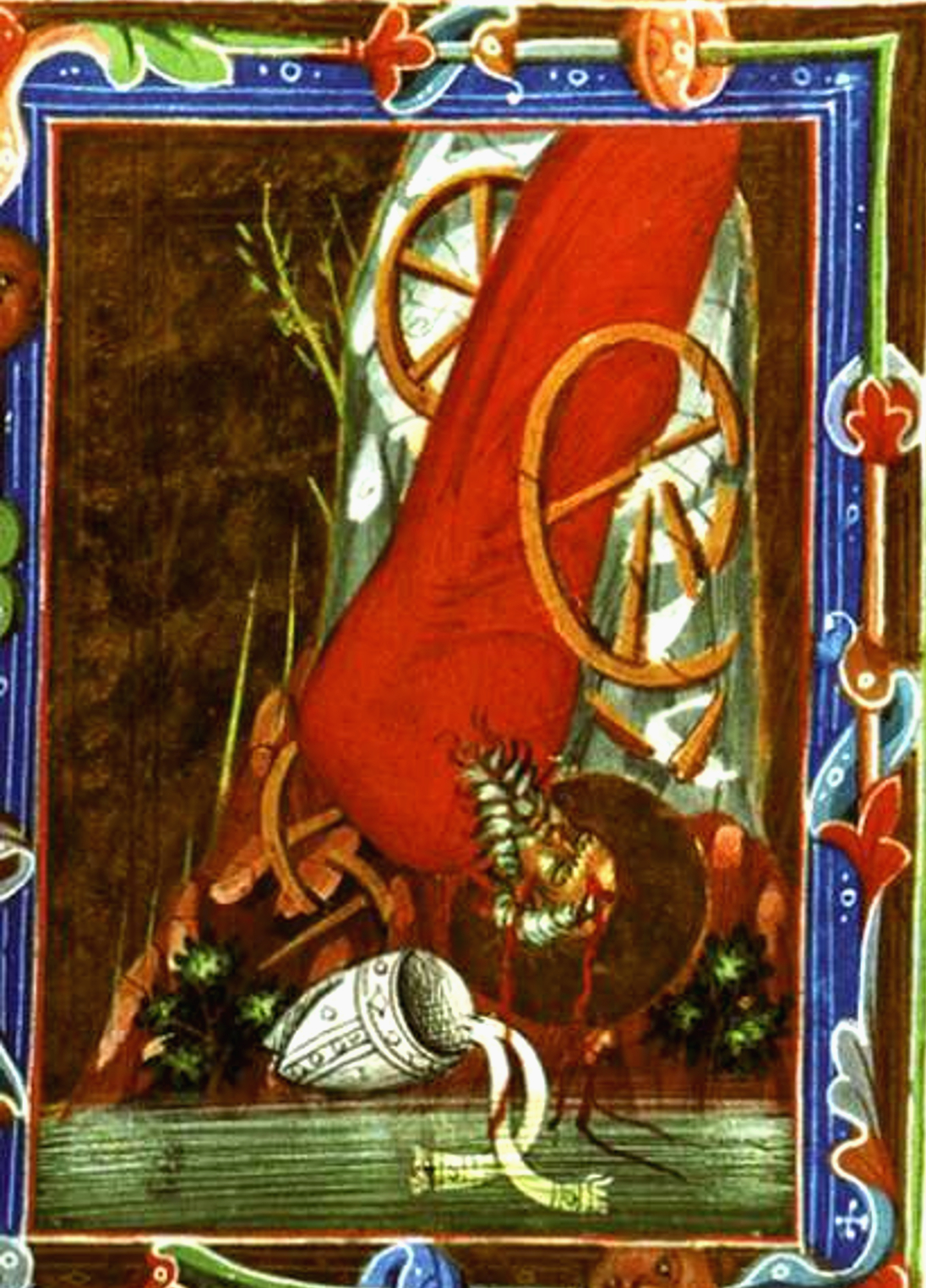
Asesinato de San Gerardo Sagredo. Imagen del Legendario de los Anjou húngaros.

La revuelta de Vata (en húngaro: Vata lázadása) fue un alzamiento de paganos contra cristianos en el Reino de Hungría en 1046.

## Antecedentes
Tras la muerte del rey San Esteban I de Hungría en 1038, el trono pasó al hijo de su hermana María, Pedro Orseolo, quien gobernó hasta 1041, luego de que los señores nobles húngaros encabezasen una revuelta y lo depusiesen. En su lugar, ascendió al trono Samuel Aba, el cual se casó con una hermana del difunto San Esteban. Al poco tiempo, Pedro Orseolo regresó a Hungría con tropas del Sacro Imperio Romano Germánico, y con el apoyo del emperador Enrique III el Negro dio muerte a Samuel Aba, quien había cometido crímenes contra nobles germánicos que habían servido a Orseolo en su primer reinado. 
Esta situación caótica, donde la figura del cristianismo sería asociada con el emperador germánico y la situación de vasallaje propuesta por Orseolo, generó serios conflictos internos en Hungría, creando confusión y desagrado por el estilo de vida civilizado cristiano.

## La revuelta
Entre muchos señores húngaros descontentos se hallaba Vata, quien vivía en la región de Abaújvár, habiendo adoptando el estilo de vida pagano húngaro. Dirigió alzamientos en varias regiones contra Pedro Orseolo, lo que produjo a su vez una situación más caótica aún, donde irrumpieron incluso en la gran basílica de Szekésfehérvár y asesinaron a todos los religiosos cristianos, robaron la corona real húngara y todas las otras reliquias y tesoros ahí custodiados.
Seguidamente, Vata llamó a los hijos del fallecido Vazul, Andrés, Béla y Levente, herederos al trono húngaro, para que regresasen al reino de su exilio y le asistiesen en la revuelta. Vata pretendía que Andrés tomase el trono húngaro y convirtiese nuevamente el reino a la antigua fe húngara.
Mientras Andrés y sus hermanos se aproximaban a la capital, el obispo san Gerardo Sagredo y otros compañeros religiosos acudieron a recibir a los príncipes. Un grupo de paganos interceptó a los religiosos en la colina de Kelenföld, junto al asentamiento de Buda, y luego de golpearlos brutalmente, los arrojaron al río Danubio desde el risco. 
Después de que llegaran los príncipes, Pedro Orseolo fue arrestado y posteriormente mandado cegar, y Andrés coronado como rey húngaro. Sin embargo, los alzamientos paganos continuaron por todo el reino y no fueron contenidos hasta 1047, tras la muerte del príncipe Levente, hermano de Andrés I de Hungría, quien había abandonado el cristianismo.

## Legado
Luego de la muerte de Andrés I en 1060, el trono pasó a su hermano Béla I de Hungría, quien en 1061 también había tenido que lidiar con una multitud de paganos que había sido reunida por Juan, el hijo de Vata. La gente se había reunido junto a las murallas de la ciudad de Székesfehérvár, donde habían alzado carpas y exigían la restitución de la antigua fe. Bela I pidió tres días para considerar el asunto, y durante este tiempo llamó entonces a los soldados de las provincias cercanas e hizo disolver la multitud con el uso de la fuerza física. Muchos paganos que atentaban contra el orden fueron apresados y ejecutados. Tal fue el caso de la shamana Rasdi, la cual en medio de su sufrimiento en prisión, e impulsada por el hambre, mordió sus propias piernas[cita requerida]. Éste fue el último alzamiento pagano en Hungría.